# Melt movie
Il melt movie (anche melting movie) è un sottogenere cinematografico del body horror in cui lo scioglimento o la liquefazione del corpo umano è centrale alla narrazione, come in Il maligno (The Devil's Rain, regia di Robert Fuest, 1975), Horror in Bowery Street (Street Trash, regia di J. Michael Muro, 1987), Slime City (regia di Gregory Lamberson, 1988), Body Melt (regia di Philip Brophy, 1993) o la saga di Cabin Fever.

## Filmografia

### Cinema

#### Anni cinquanta
- Uomini H (Bijo to ekitai ningen), regia di Ishirō Honda (1958)

#### Anni sessanta
- The Flesh Eaters, regia di Jack Curtis (1964)

#### Anni settanta
- Il maligno (The Devil's Rain), regia di Robert Fuest (1975)
- L'uomo di cera (The Incredible Melting Man), regia di William Sachs (1977)

#### Anni ottanta
- Death Powder (デスパウダ), regia di Shigeru Izumiya (1986)
- Horror in Bowery Street (Street Trash), regia di J. Michael Muro (1987)
- The Guinea Pig - Manhōru no naka no ningyo (ザ・ギニーピッグ マンホールの中の人魚), regia di Hideshi Hino (1988)
- Slime City, regia di Gregory Lamberson (1988)
- Blob - Il fluido che uccide (The Blob), regia di Chuck Russell (1988)
- Society - The Horror (Society), regia di Brian Yuzna (1989)

#### Anni novanta
- Darkman, regia di Sam Raimi (1990)
- Body Melt, regia di Philip Brophy (1993)

#### Anni duemila
- Protomorphosys, regia di Maurizio Quarta e Daniel Frevert - cortometraggio (2002)
- Cabin Fever, regia di Eli Roth (2002)
- Infection (Kansen), regia di Masayuki Ochiai (2004)
- Bacterium, regia di Brett Piper (2006)
- Cabin Fever 2 - Il contagio (Cabin Fever 2: Spring Fever), regia di Ti West (2009)

#### Anni duemiladieci
- Slime City Massacre, regia di Greg Lamberson (2010)
- The Acid Spiders, regia di Stuart Simpson - cortometraggio (2011)
- Thanatomorphose, regia di Éric Falardeau (2012)
- Bio-Cop, regia di Steven Kostanski - cortometraggio (2012)
- Mold!, regia di Neil Meschino (2012)
- Skinless, regia di Dustin Mills (2013)
- Cabin Fever: Patient Zero, regia di Kaare Andrews (2014)
- Chemical Peel, regia di Hank Braxtan (2014)
- Condemned, regia di Eli Morgan Gesner (2015)
- Lab Rats, regia di David Wayman - cortometraggio (2015)
- The Mildew from Planet Xonader, regia di Guido De Santi e Neil Meschino  (2015)
- Alienween - The Melting Movie, regia di Federico Sfascia (2016)

#### Anni duemilaventi
- The Beach House, regia di Jeffrey A. Brown (2020)
- Street Trash, regia di Ryan Kruger (2024)

### Televisione
- Errore di calcolo (Miscalculation), regia di Tom Holland, episodio di Storie incredibili (Amazing Stories) - serie TV (1986)
- Cellmates, regia di Stephen Tolkin, episodio di Monsters - serie TV (1990)
- Medusa, regia di Richard Compton, episodio di X-Files (The X-Files) - serie TV (2001)
- Il gusto della paura (We All Scream for Ice Cream), regia di Tom Holland, episodio di Masters of Horror - serie TV (2007)
- La visita (The Viewing), regia di Panos Cosmatos, episodio di Cabinet of Curiosities - serie TV (2022)

## Altro
Pur non rientrando strettamente nel genere, numerosi film presentano scene significative di liquefazione di carne umana o tessuti organici:
- Il mago di Oz (The Wizard of Oz), regia di Victor Fleming (1939)
- I racconti del terrore (Tales of Terror), regia di Roger Corman (1962)
- La casa (Evil Dead), regia di Sam Raimi (1981)
- I predatori dell'arca perduta (Raiders of the Lost Ark), regia di Steven Spielberg (1981)
- I guerrieri dell'anno 2072, regia di Lucio Fulci (1984)
- Ammazzavampiri (Fright Night), regia di Tom Holland (1985)
- Colpi di luce, regia di Enzo G. Castellari (1985)
- La mosca, regia di David Cronenberg (1986)
- Neon Maniacs, regia di Joseph Mangine (1986)
- Robocop, regia di Paul Verhoeven (1987)
- Howling IV (Howling IV - The Original Nightmare), regia di John Hough (1988)
- Rejuvenatrix, regia di Brian Thomas Jones (1988)
- Sbirri oltre la vita (Dead Heat), regia di Mark Goldblatt (1988)
- Death Spa, regia di Michael Fischa (1989)
- La mosca 2, regia di Chris Walas (1989)
- Sweet Home (Suwīto hōmu), regia di Kiyoshi Kurosawa (1989)
- There's Nothing Out There, regia di Rolfe Kanefsky (1991)
- Cube - Il cubo (Cube), regia di Vincenzo Natali (1997)
- Disembodied, regia di William Kersten (1998)
- Grindhouse - Planet Terror, regia di Robert Rodriguez (2007)
- Tokyo Gore Police (Tōkyō zankoku keisatsu), regia di Yoshihiro Nishimura (2008)